# Poreclă
O poreclă este un nume descriptiv, familiar sau adițional dat pe lângă denumirea oficială a unei persoane, loc sau lucru. Aceasta poate fi o formă familiară sau nu a propriului nume, care uneori pot fi utilizată doar pentru confort (de exemplu „Bobby”, „Bob”, „Rob” sau „Bert” pentru numele de Robert). Alte porecle pot să nu aibă legătură cu numele real, referindu-se la înfățișare sau la temperament.
DEX online definește cuvântul „poreclă” drept un supranume dat unei persoane, de obicei în bătaie de joc.
Exemple: „Șchiopu'”, „Dascălu'”, „Ușa-nchisă”, „Miți”, „Prințu'”, „Americanu”.

## Poreclele unor personalități istorice
- Barbarossa: împăratul german Friedrich I (1122-1190)
- Richard Inimă de Leu: regele Angliei Richard I (1157-1199)
- Ivan cel Groaznic: țarul Rusiei Ivan al IV-lea Vasilievici (1530-84)
- Regele-Soare: regele francez Ludovic al XIV-lea (1638-1715)
- Bătrânul Fritz: regele Prusiei Friedrich al II-lea (1712-1786)